# Schweizer Rugby-Union-Meisterschaft 2004
Die Saison 2004 war die 33. Austragung der Schweizer Rugby-Union-Meisterschaft, der vom Schweizerischen Rugbyverband organisierten Meisterschaft der Schweiz in der Sportart Rugby Union.

## Modus
Die Punkte wurden wie folgt verteilt:
- 4 Punkte bei einem Sieg
- 2 Punkte bei einem Unentschieden
- 1 Punkt bei einer Niederlage (vor möglichen Bonuspunkten)
- 1 Bonuspunkt für vier oder mehr Versuche, unabhängig vom Endstand
- 1 Bonuspunkt bei einer Niederlage mit sieben oder weniger Punkten Unterschied
- 1 Minuspunkt nach der dritten roten Karte und nach jeder weiteren roten Karte, ebenso bei einer Forfaitniederlage

## Nationalliga A
In der höchsten Spielklasse, der Nationalliga A, begann die Saison am 13. März 2004 mit der Hauptrunde. An dieser waren sechs Teams beteiligt, die je einmal auswärts und zuhause gegen die anderen Teams spielten. Die vier Bestplatzierten qualifizierten sich für die Meisterrunde, während die Teams auf den Plätzen 5 und 6 die Relegationsrunde mit den vier besten Vertretern der Nationalliga B bestreiten mussten. Die Meisterrunde im November 2004 war eine einfache Round Robin, deren Sieger Hermance RRC zum elften Mal den Meistertitel holte.

### Teams
Die folgenden sechs Teams spielten in der Saison 2004 in der Nationalliga A:
| Mannschaft   | Stadion                    | Gemeinde, Kanton                          |
| ------------ | -------------------------- | ----------------------------------------- |
| RC Avusy     | Stade d’Athenaz            | Avusy, Kanton Genf                        |
| RC CERN      | Stade des Serves           | Saint-Genis-Pouilly, Département Ain      |
| Genève RC    | Centre sportif de Vessy    | Veyrier, Kanton Genf                      |
| Hermance RRC | Stade Marius Berthet       | Chens-sur-Léman, Département Haute-Savoie |
| Nyon RC      | Centre sportif de Colovray | Nyon, Kanton Waadt                        |
| RC Zürich    | Sportanlage Allmend Brunau | Zürich, Kanton Zürich                     |

### Hauptrunde
M = amtierender Meister
|    | Team         | Spiele | Siege | Unent. | Ndlg. | Spiel- punkte | Diff. | Bonus- punkte | Minus- punkte | Tabellen- punkte |
| -- | ------------ | ------ | ----- | ------ | ----- | ------------- | ----- | ------------- | ------------- | ---------------- |
| 1. | RC Avusy (M) | 10     | 7     | 1      | 2     | 228:129       | + 99  | 5             |               | 37               |
| 2. | RC Zürich    | 10     | 7     | 1      | 2     | 211:89        | + 122 | 6             | − 1           | 36               |
| 3. | Genève RC    | 10     | 7     | 1      | 2     | 195:110       | + 85  | 4             |               | 36               |
| 4. | Hermance RRC | 10     | 5     | 0      | 5     | 166:142       | + 23  | 3             | − 1           | 27               |
| 5. | Nyon RC      | 10     | 3     | 0      | 7     | 144:241       | − 97  | 3             |               | 22               |
| 6. | RC CERN      | 10     | 0     | 0      | 10    | 72:304        | − 232 | 0             |               | 10               |

### Meisterrunde
|    | Team         | Spiele | Siege | Unent. | Ndlg. | Spiel- punkte | Diff. | Bonus- punkte | Tabellen- punkte |
| -- | ------------ | ------ | ----- | ------ | ----- | ------------- | ----- | ------------- | ---------------- |
| 1. | Hermance RRC | 3      | 2     | 0      | 1     | 47:46         | + 1   | 2             | 11               |
| 2. | RC Zürich    | 3      | 2     | 0      | 1     | 23:19         | + 4   | 1             | 10               |
| 3. | Genève RC    | 3      | 1     | 0      | 2     | 45:51         | − 6   | 3             | 9                |
| 4. | RC Avusy     | 3      | 1     | 0      | 2     | 42:41         | + 1   | 3             | 9                |

Genève ist aufgrund der Direktbegegnung (26:24) vor Avusy klassiert.

## Nationalliga B
Die zweithöchste Spielklasse, die Nationalliga B, begann ebenfalls mit der Hauptrunde. Sechs Teams spielten zunächst je einmal auswärts und zuhause gegen alle anderen Teams. Die beiden Bestplatzierten zogen in die Relegationsrunde mit den beiden schlechtesten Teams der Nationalliga A ein, die vier übrigen Teams spielten um den Klassenerhalt bzw. gegen den Abstieg in die Nationalliga C.
|    | Team                   | Spiele | Siege | Unent. | Ndlg. | Spiel- punkte | Diff. | Bonus- punkte | Minus- punkte | Tabellen- punkte |
| -- | ---------------------- | ------ | ----- | ------ | ----- | ------------- | ----- | ------------- | ------------- | ---------------- |
| 1. | RC Yverdon             | 10     | 7     | 1      | 2     | 204:141       | + 63  | 4             |               | 36               |
| 2. | RC Bern                | 10     | 7     | 0      | 3     | 166:161       | + 5   | 3             |               | 34               |
| 3. | Neuchâtel-Sports RC    | 10     | 5     | 1      | 4     | 161:154       | + 7   | 3             |               | 29               |
| 4. | RFC Basel              | 10     | 5     | 0      | 5     | 164:116       | + 48  | 4             |               | 29               |
| 5. | Albaladejo RC Lausanne | 10     | 3     | 0      | 7     | 117:150       | − 33  | 4             |               | 23               |
| 6. | Stade Lausanne RC      | 10     | 2     | 0      | 8     | 99:189        | − 90  | 2             | − 1           | 17               |

## Relegationsrunden

### NLA/NLB
|    | Team       | Spiele | Siege | Unent. | Ndlg. | Spiel- punkte | Diff. | Bonus- punkte | Tabellen- punkte |
| -- | ---------- | ------ | ----- | ------ | ----- | ------------- | ----- | ------------- | ---------------- |
| 1. | RC Yverdon | 3      | 2     | 0      | 1     | 72:40         | + 32  | 2             | 11               |
| 2. | Nyon RC    | 3      | 2     | 0      | 1     | 57:48         | + 9   | 2             | 11               |
| 3. | RC CERN    | 3      | 1     | 0      | 2     | 28:36         | − 8   | 2             | 8                |
| 4. | RC Bern    | 3      | 1     | 0      | 2     | 44:77         | − 33  | 1             | 7                |

### NLB/NLC
|    | Team                   | Spiele | Siege | Unent. | Ndlg. | Spiel- punkte | Diff. | Bonus- punkte | Tabellen- punkte |
| -- | ---------------------- | ------ | ----- | ------ | ----- | ------------- | ----- | ------------- | ---------------- |
| 1. | RFC Basel              | 3      | 2     | 0      | 1     | 59:45         | + 14  | 0             | 9                |
| 2. | Stade Lausanne RC      | 3      | 2     | 0      | 1     | 62:31         | + 31  | 0             | 9                |
| 3. | Neuchâtel-Sports RC    | 3      | 1     | 0      | 2     | 33:57         | − 24  | 1             | 7                |
| 4. | Albaladejo RC Lausanne | 3      | 1     | 0      | 2     | 23:44         | − 21  | 0             | 6                |